# Золотые девушки (художественная гимнастика)
Золотые девушки (болг. златните момичета) — принятое название поколения болгарских спортсменок в художественной гимнастике, представлявших страну в период с 1976 по 1999 года, когда главным тренером национальной команды была Нешка Робева, и принесших славу болгарской школе художественной гимнастики.
За этот период «Золотые девушки» выиграли 14 чемпионских титулов на чемпионатах мира в индивидуальных и групповых упражнениях, 14 чемпионских титулов европейских первенств, 5 Кубков мира и Европы и два звания вице-чемпионок Олимпийских игр.
Наиболее известными среди этих гимнасток являются:
- Илиана Раева
- Анелия Раленкова
- Лилия Игнатова,
- Бианка Панова
- Адриана Дунавская
- Диляна Георгиева
- Мария Петрова
- Юлия Байчева
- Елизабет Колева

Среди самых значимых успехов «Золотых девушек» являются:
- 1980 — чемпионат Европы в Амстердаме — Илиана Раева и Лилия Игнатова стали первой и второй соответственно.
- 1982 — чемпионат Европы в Ставангере — Анелия Раленкова выиграла «золото».
- 1983 — чемпионат мира в Страсбурге — Диляна Георгиева стала чемпионкой в многоборье. Второе место в индивидуальном многоборье с одинаковым результатом заняли Анелия Раленкова и Лилия Игнатова.
- 1983 — первый кубок мира Белграде — Лилия Игнатова выиграла кубок мира
- 1984 — чемпионат Европы в Вене — Анелия Раленкова выиграла «золото».
- 1985 — чемпионат мира в Вальядолиде — Диляна Георгиева, Лилия Игнатова, Бианка Панова стали в индивидуальном многоборье первой, второй и третьей соответственно.
- 1986 — чемпионат Европы во Флоренции — Лилия Игнатова и Бьянка Панова стали чемпионками.
- 1986 — второй кубок мира в Токио — Лилия Игнатова выиграла кубок мира
- 1987 — чемпионат мира в Варне — Бианка Панова получила все золотые медали и все её оценки были равны 10.000. Второе место в индивидуальном многоборье с одинаковым результатом заняли Адриана Дунавска и Елизабет Колева.
- 1988 — чемпионат Европы в Хельсинки — Елизабет Колева и Адриана Дунавска стали чемпионками в индивидуальном многоборье с одинаковым результатом.
- 1990 — чемпионат Европы в Гётеборге — Юлия Байчева выиграла «золото».
- 1992 — чемпионат Европы в Штутгарте — Мария Петрова выиграла «золото».
- 1993 — чемпионат мира в Аликанте — Мария Петрова выиграла «золото».
- 1994 — чемпионат Европы в Салониках — Мария Петрова выиграла «золото».
- 1994 — чемпионат мира в Париже — Мария Петрова выиграла «золото».
- 1995 — чемпионат Европы в Вене — Мария Петрова выиграла «золото».

Некоторые из «Золотых девушек» сегодня являются тренерами по художественной гимнастике: Елизабет Колева, Валентина Кевлиян, Камелия Дунавска и др.